# Acronicta formosensis
Acronicta formosensis är en fjärilsart som beskrevs av Matsumura 1928. Acronicta formosensis ingår i släktet Acronicta och familjen nattflyn. Inga underarter finns listade i Catalogue of Life.